# لوما مار (کالیفرنیا)
لوما مار (به انگلیسی: Loma Mar) یک منطقهٔ مسکونی در ایالات متحده آمریکا است که در شهرستان سن ماتئو، کالیفرنیا واقع شده‌است. لوما مار ۴٫۴۹۳ کیلومتر مربع مساحت و ۱۱۳ نفر جمعیت دارد و ۲۶۳٫۹۶ متر بالاتر از سطح دریا واقع شده‌است.